# Goran Ebel
Hans-Jörg Goran Ebel (* 20. April 1941 in Köslin, Provinz Pommern; † 2. Dezember 2019 in Lugano) war ein deutscher Schauspieler.

## Wirken
Goran Ebel wurde als Sohn von Hans und Käthe Ebel in Pommern geboren.
In der Spielzeit 1971/72 war Goran Ebel am „Jungen Theater“ und Theater im Zimmer in Hamburg engagiert. In der Spielzeit 1973/74 folgte dort ein weiteres Theaterengagement am Ernst-Deutsch-Theater.
Die Filmdatenbank IMDb listet verschiedene TV-Rollen Ebels im Zeitraum zwischen 1968 und 1973 auf. 1968 hatte er eine der Hauptrollen als einer der sechs Jugendlichen, denen der Segelmacher Heinrich Carstens im Sommerurlaub das Segeln beibringt, in der ZDF-Fernsehserie Anker auf und Leinen los!. In der vom Hessischen Rundfunk produzierten, zweiteiligen Literaturverfilmung Trauer muss Elektra tragen nach dem gleichnamigen Theaterstück von Eugene O’Neill, die im November 1970 in der ARD erstausgestrahlt wurde, spielte er unter der Regie von Peter Beauvais an der Seite von Andrea Jonasson, Peter Pasetti und Karl-Michael Vogler die Rolle des Nordstaaten-Leutnants Peter Niles. Auch hatte er 1971, wieder mit Peter Beauvais als Regisseur, eine Rolle in der Verfilmung der Deutschstunde von Siegfried Lenz. 
In dem in der ZDF-Reihe „Das Fernsehspiel der Gegenwart“ ausgestrahlten Fernsehfilm Dreißig Silberlinge spielte er an der Seite von Agnes Fink. 1973 war er in den Fernsehserien Im Auftrag von Madame und Polizeistation zu sehen. 
Danach trat er nicht wieder als Schauspieler vor der Kamera in Erscheinung. Seit 2010 war Ebel Präsident des Deutschen Hilfsvereins Tessin, einer Hilfsorganisation für in Not geratene Deutsche im Kanton Tessin.
In den Spielfilmen Der Pate (1972) und Der Pate – Teil II (1974) war Goran Ebel die deutsche Synchronstimme von Gianni Russo.

## Filmografie
- 1968: Anker auf und Leinen los! (Fernsehserie, 13 Folgen)
- 1968–1972: Vorsicht Falle! (Fernsehserie, 2 Folgen)
- 1969: Abschied von Olga (Fernsehfilm)
- 1969: Ida Rogalski (Fernsehserie, 1 Folge)
- 1970: Trauer muss Elektra tragen (Fernsehfilm)
- 1970: Polizeifunk ruft (Fernsehserie, 1 Folge)
- 1970: Nachbarn (Fernsehfilm)
- 1971: Dreißig Silberlinge (Fernsehfilm)
- 1971: Deutschstunde (Fernsehfilm)
- 1972: Der 21. Juli (Fernsehfilm)
- 1973: Polizeistation (Fernsehserie, 2 Folgen)
- 1973: Im Auftrag von Madame (Fernsehserie, 1 Folge)